# Friedhelm Biestmann

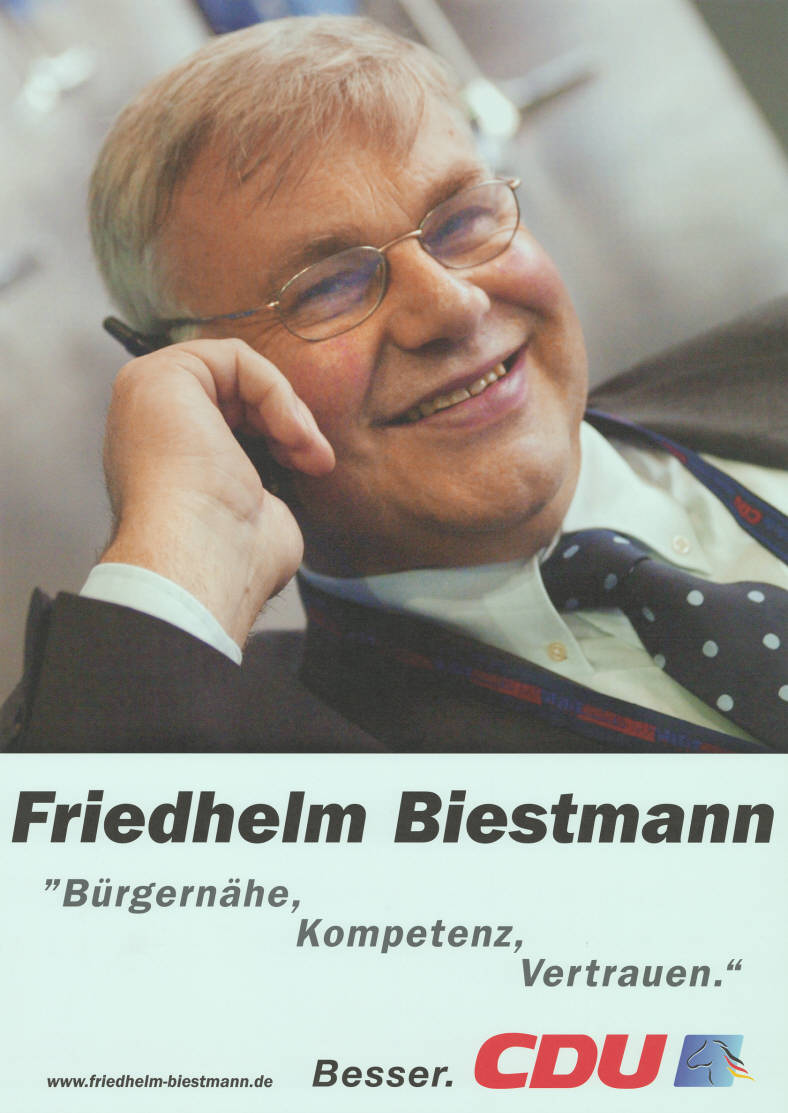
Friedhelm Biestmann auf einem Landtagswahlplakat 2003

Friedhelm Biestmann (* 16. Juni 1949 in Damme) ist ein deutscher Politiker. Bis 2008 war er Mitglied des Niedersächsischen Landtags.

## Leben und Beruf
Nach der Volksschule besuchte Biestmann die Landwirtschaftliche Berufsschule Lohne. Anschließend machte er eine landwirtschaftliche Ausbildung in Herzlake, besuchte die Fachschule Landbau in Vechta und legte seine Meisterprüfung ab. Im Alter von 21 Jahren übernahm er 1970 den elterlichen Betrieb und ist seitdem dort tätig.
Biestmann ist römisch-katholisch und seit 1977 verheiratet. Er hat drei Kinder.

## Politik
Seit 1968 war Biestmann Mitglied der Landjugend und der Jungen Union. Seit 1981 ist er Kreistagsabgeordneter und seit 1991 stellvertretender Landrat im Landkreis Vechta. Von 1986 bis 1996 war er Ratsherr der Gemeinde Neuenkirchen-Vörden. Seit 1994 war er Mitglied des Niedersächsischen Landtags. Seit 1995 ist Biestmann stellvertretender Vorsitzender des CDU-Landesverbandes Oldenburg. 1996–2006 war er Vorstandsmitglied der CDU in Niedersachsen. Er ist Mitglied im Bundesagrarausschuss und Vorsitzender des Landesfachausschusses Agrarpolitik/Ländlicher Raum. Seit 2001 war Biestmann stellvertretender Vorsitzender der CDU-Fraktion im niedersächsischen Landtag. Bei der Landtagswahl 2003 erhielt Biestmann als Direktkandidat im Wahlkreis Vechta 73,3 Prozent der abgegebenen Stimmen. Dies war bisher sein mit Abstand bestes Wahlergebnis als Landtagskandidat.
Für die Landtagswahl 2008 konnte Biestmann nicht als Direktkandidat antreten, weil er zuvor eine Stichwahl des CDU-Kreisverbandes Vechta gegen Stephan Siemer verloren hatte.